# Bárbara Gil
Luz María Arenas Mateos, conocida por su nombre artístico Bárbara Gil (Guadalajara, Jalisco, 24 de marzo de 1930-Ciudad de México, 11 de septiembre de 2015) fue una actriz mexicana. Adicional a su carrera en la actuación, fue catedrática, subdirectora, directora académica y presidenta del «Centro de Artes Escénico Andrés Soler», donde laboró durante 35 años.

## Biografía y carrera
Nació en Guadalajara, Jalisco. Estudió actuación en el Instituto Nacional de Bellas Artes. Su debut como actriz fue en la obra Don Quijote en 1947, estrenada en el Palacio de Bellas Artes. En cine, debutó en la película La dama del velo, en 1949, donde compartió escenas con Libertad Lamarque, Armando Calvo, Ernesto Alonso y José Baviera, entre otros.
Debutó en televisión en la primera telenovela hecha en México, Senda prohibida, en 1958. Fue una prolífica actriz de cine, participó en un sinnúmero de películas, entre ellas: La marquesa del barrio, Dancing, Salón de baile, Acuérdate de vivir, Ultraje al amor, Escuela de rateros, Cada quien su vida, Sabor a mí y Señoritas a disgusto. En televisión, destacó en telenovelas como Un paso al abismo, María Isabel, Pobre Clara, Infamia, Rosa salvaje, Simplemente María y Yo no creo en los hombres, entre otras. 
En 2001, participó en la telenovela La intrusa (su última telenovela), donde reemplazó, en el papel de Sagrario, a quien fue su compañera de reparto en su primera telenovela, Silvia Derbez, debido a la precaria salud en que se encontraba esta última.
Bárbara se casó con el actor y director Miguel Córcega (con quien trabajó en su primera película, La dama del velo). Procrearon tres hijos: la actriz Bárbara Córcega, Miguel y Mónica. Juntos fundaron su propia compañía de teatro. El matrimonio terminó en divorcio.

## Muerte
El 11 de septiembre de 2015, Gil falleció en Ciudad de México a los 85 años de edad, a causa de un infarto agudo de miocardio. Su cuerpo fue enterrado en el Panteón Jardín, ubicado en la misma Ciudad. 

## Filmografía

### Programas de televisión
- Mujer, casos de la vida real (1990-2004) (12 episodios)

### Películas
- Señoritas a disgusto (1989) .... Luisa
- Sabor a mí (1988)
- La alacrana (1986)
- Golondrina presumida (1985)
- La muerte llora de risa (1985)
- El mexicano feo (1984)
- Los gatilleros del diablo (1983)
- Las sobrinas del diablo (1983)
- La tigresa (1972)
- Nuestros odiosos maridos (1962)
- Bonitas las tapatías (1961)
- Mi guitarra y mi caballo (1961)
- Una pasión me domina (1961)
- La sombra del caudillo (1960) .... Rosario
- Cada quien su vida (1960)
- Escuela de rateros (1958) .... Alicia
- Ladrones de niños (1957)
- Ultraje al amor (1956) .... Estela Soler
- El vendedor de muñecas (1955)
- Reportaje (1953) .... Elena
- Siete mujeres (1953)
- Acuérdate de vivir (1953)
- El luchador fenómeno (1952)
- El derecho de nacer (1952) .... María Teresa
- Dancing, Salón de baile (1952)
- Marejada (1952)
- La tienda de la esquina (1951)
- La marquesa del barrio (1951) .... María Cristina
- Tierra baja (1950)
- Tacos joven (1950)
- De Tequila, su mezcal (1950)
- Quinto patio (1950)
- La dama del velo (1949)

### Telenovelas
- La intrusa (2001) .... Sagrario Vargas # 2
- Mujer bonita (2001) .... Mariana
- Ramona (2000) .... Madre Superiora
- La última esperanza (1993) .... Isabel
- Yo no creo en los hombres (1991) .... Laura Miranda
- Simplemente María (1989-1990) .... Dulce
- Dos vidas (1988) .... Doña Leonor
- Rosa salvaje (1987-1988) .... Amalia
- Pobre señorita Limantour (1987)
- Los años pasan (1985) .... Úrsula
- Infamia (1981-1982) .... Emilia
- Pelusita (1980-1981) .... Rosa
- El medio pelo (1980) .... Paz
- Mi hermana la Nena (1976-1977) .... María
- Pobre Clara (1975) .... Mary
- El profesor particular (1971) .... Marisa
- Rosario (1969) .... Eloísa
- Angustia del pasado (1967) .... María Laborde
- María Isabel (1966) .... Mireya Serrano
- La doctora (1964)
- Central de emergencia (1964)
- Un hijo cayó del cielo (1962)
- Marcela (1962)
- No basta ser médico (1961)
- El precio del cielo (1959)
- Senda prohibida (1958)

### Teatro
- El medio pelo (1984)
- Tovarich (1984)
- Tommy toma todo (1981)
- La noche de los sin calzones (1980)
- La verdad sospechosa (1979)
- Nada de sexo que somos decentes (1972)
- Silencio, pollos pelones ya les van a echar su maíz (1967)
- Nilo, mi hijo (1967)
- La fidelidad es un error (1965)
- Póker de señoritas (1965)
- El medio pelo (1964)
- Las vírgenes prudentes (1964)
- La guerra de las gordas (1964)
- Salpícame de amor (1964)
- Una pura y dos con sal (1964)
- Viuda y tres millones (1963)
- La voz de la tórtola (1963)
- La esposa constante (1962)
- Muchacha de campo (1962)
- Marramiau (1962)
- Una bomba llamada Abelardo (1962)
- Luna de miel para diez (1959)
- Junior Miss (1949)
- Sueño de una noche de verano (1949 y 1956)
- Don Quijote (1947)